# Bendis poaphiloides
Bendis poaphiloides är en fjärilsart som beskrevs av Walker 1857. Bendis poaphiloides ingår i släktet Bendis och familjen nattflyn. Inga underarter finns listade i Catalogue of Life.